# Bishr ibn Marwan
Bishr ibn Marwān (in arabo ﺑﺸﺮ ﺑﻦ ﻣﺮﻭﺍﻥ‎?; 650 ca – Baṣra, 694) è stato Wālī d'Iraq.
Abū Marwān Bishr ibn Marwān ibn al-Ḥakam fu un principe omayyade e Wālī d'Iraq per conto del fratello, il Califfo ʿAbd al-Malik b. Marwān.
Bishr combatté nel 684 a Marj Rāhiṭ col padre, il Califfo Marwan I (r. 684–685). Questi destinò Bishr al Governatorato d'Egitto per prendere il posto di suo figlio (e zio di Bishr), ʿAbd al-ʿAzīz. Nel 690/91, Bishr divenne Wālī di Kufa e l'anno dopo ricevette la nomina a Wālī anche di Baṣra, che gli detta il controllo dell'intero Iraq. 
Durante il suo governatorato dell'Iraq, Bishr fu noto per la facilità con cui poteva essere accostato dai sudditi e per la sua relativa bonomia. Appassionato di poesia, ospitò vari poeti arabi nella sua corte, inclusi Jarīr, al-Farazdaq e al-Raʾī, ricevendone in cambio numerosi panegirici. Eliminò i partigiani sopravvissuti di Muṣʿab b. al-Zubayr a Baṣra e guidò personalmente gli sforzi bellici contro i kharigiti nella provincia. Tuttavia fu obbligato ad affidare il comando delle forze militari irachene ad al-Muhallab b. Abī Ṣufrā. 

Morì in carica a causa di una malattia rimasta ignota e fu inumato a Baṣra.

## Gioventù e carriera
Era figlio di Marwān ibn al-Ḥakam e di Qutayya bint Bishr del clan aristocratico dei Banū Kilāb, i Banū Jaʿfar. Bishr uccise un esponente dei Banū Kilāb nella battaglia di Marj Rāhiṭ (684). La vittoria di Marj Rāhiṭ consolidò la posizione del padre Marwān, agevolando la sua elezione a Califfo ad al-Jabiya.
Bishr accompagnò il padre quando questi strappò l'Egitto al suo governatore anti-omayyade e filo-zubayrita, Abd al-Rahman ibn Utba al-Fihri, ai primi del 685. Marwān nominò per quella carica suo figlio ʿAbd al-ʿAzīz e Bishr rimase in quella provincia per tenere compagnia ad ʿAbd al-ʿAzīz, poiché quest'ultimo era lontano dal resto dei suoi parenti in Siria. I rapporti tra i due fratelli potrebbero essersi tesi, convincendo Bishr a tornare in Siria. Nel frattempo il trono califfale era passato al loro comune fratello, ʿAbd al-Malik (r. 685–705).

## Governatore dell'Iraq
Mentre l'Iraq era ancora sotto il controllo del Governatore filo-zubayride, il Califfo omayyade ʿAbd al-Malik nominò Bishr Governatore di Kūfa nel 690/691. Bishr prese parte alla campagna che portò alla disfatta di Muṣʿab b. al-Zubayr e s'insediò a Kūfa nel 691/692. Il Sayyid dei Banu Judham, Rawḥ b. Zinba, e un generale di ʿAbd al-ʿAzīz, Mūsā b. Nuṣayr, agirono come consiglieri di Bishr a Kūfa. Nel 692/693, ʿAbd al-Malik affidò il Governatorato di Baṣra a Bishr, dal momento che il precedente Governatore non era riuscito a reprimere una rivolta kharigita. Alla fine del 693, Bishr si trasferì a Baṣra, lasciando ʿAmr ibn Ḥurayth al-Makhzūmī come suo rappresentante a Kūfa.
Bishr costituì un organo consultivo, in rappresentanza di tre gruppi-chiave, che lo aiutasse a governare l'Iraq: i tre gruppi - composti da Siriani inviati da ʿAbd al-Malik - facevano riferimento a Rawḥ ibn Zinba e Mūsā b. Nuṣayr; da due esponenti locali di spicco, ʿIkrima ibn Rabāʿī e Khālid ibn ʿAṭṭāb al-Riyāḥī, e da studiosi religiosi come ʿĀmir al-Shaʿbī. Malgrado fosse stato al comando delle operazioni contro i kharigiti, il Califfo ordinò al fratello di affidare il comando generale delle sue truppe ad al-Muhallab, cosa che contrariò che intendeva affidare quell'incarico a ʿUmar ibn ʿUbayd Allāh ibn Maʿmar. Un qualche problema Bishr lo creò poi ad al-Muhallab, persuadendo il suo vice a Kūfa a negargli la sua cooperazione.

## Morte
Bishr aveva contratto una malattia ignota, o un'infezione, fin dall'epoca del suo arrivo a Baṣra. Pochi mesi dopo, verso il 694, morì. Fu inumato a Baṣra, ma nel giro di pochi giorni addirittura la sua sepoltura divenne indistinguibile dalla tomba di un certo Africano che era morto nel suo stesso giorno. Alcuni soldati dell'esercito di al-Muhallab defezionarono all'arrivo della notizia della morte di Bishr. ʿAbd al-Malik nominò al-Hajjaj ibn Yusuf al posto del fratello.

## Valutazione
Secondo l'orientalista italiana Laura Veccia Vaglieri, "Bishr era un giovane assai piacevole, un governatore che poteva essere avvicinato senza difficoltà, marcatamente incline alla tolleranza", e nondimeno responsabile dell'esecuzione dei sostenitori di Muṣʿab che proseguivano nelle loro attività sediziose a Baṣra. Bishr fu criticato per alcune innovazioni nel rituale islamico e per aver tralasciato la distribuzione di viveri ai suoi sudditi, un compito che affidò alla sua shurṭa e ai suoi collaboratori di corte.
Bishr, come molti altri, beveva vino e conduceva una vita abbastanza gaudente coi suoi amici, ma è lecito sospettare che le fonti che lo accusano di questo modo di condurre la sua vita siano inquinate da faziosità politica, essendo state scritte in età abbaside, assolutamente ostili al periodo omayyade. Questo vale anche per l'accusa che gli sarà fatta di essersi fatto convincere dalle calunnie dei suoi compagni di baldoria per liberarsi dell'ingombrante presenza di Rawḥ ibn Zinba. Bishr era amante della musica e della poesia e si ricorda la sua opera arbitrale nel confronto tra Jarīr e al-Akhtal.